# Chorthippus changbaishanensis
Chorthippus changbaishanensis är en insektsart som beskrevs av Liu, Jupeng 1987. Chorthippus changbaishanensis ingår i släktet Chorthippus och familjen gräshoppor. Inga underarter finns listade i Catalogue of Life.